# 나카테코바야시촌
나카테코바야시촌(中手子林村)은 사이타마현 기타사이타마군에 설치되었던 촌이다. 현재의 하뉴시에 해당한다.